# Hydrellia balciunasi
Hydrellia balciunasi är en tvåvingeart som beskrevs av Bock 1990. Hydrellia balciunasi ingår i släktet Hydrellia och familjen vattenflugor. Inga underarter finns listade i Catalogue of Life.